# Municipio de San Pedro Ayampuc
Municipio de San Pedro Ayampuc är en kommun i Guatemala.   Den ligger i departementet Guatemala, i den centrala delen av landet, 17 km norr om huvudstaden Guatemala City.